# Kennedy Expressway
Pour les articles homonymes, voir Kennedy.

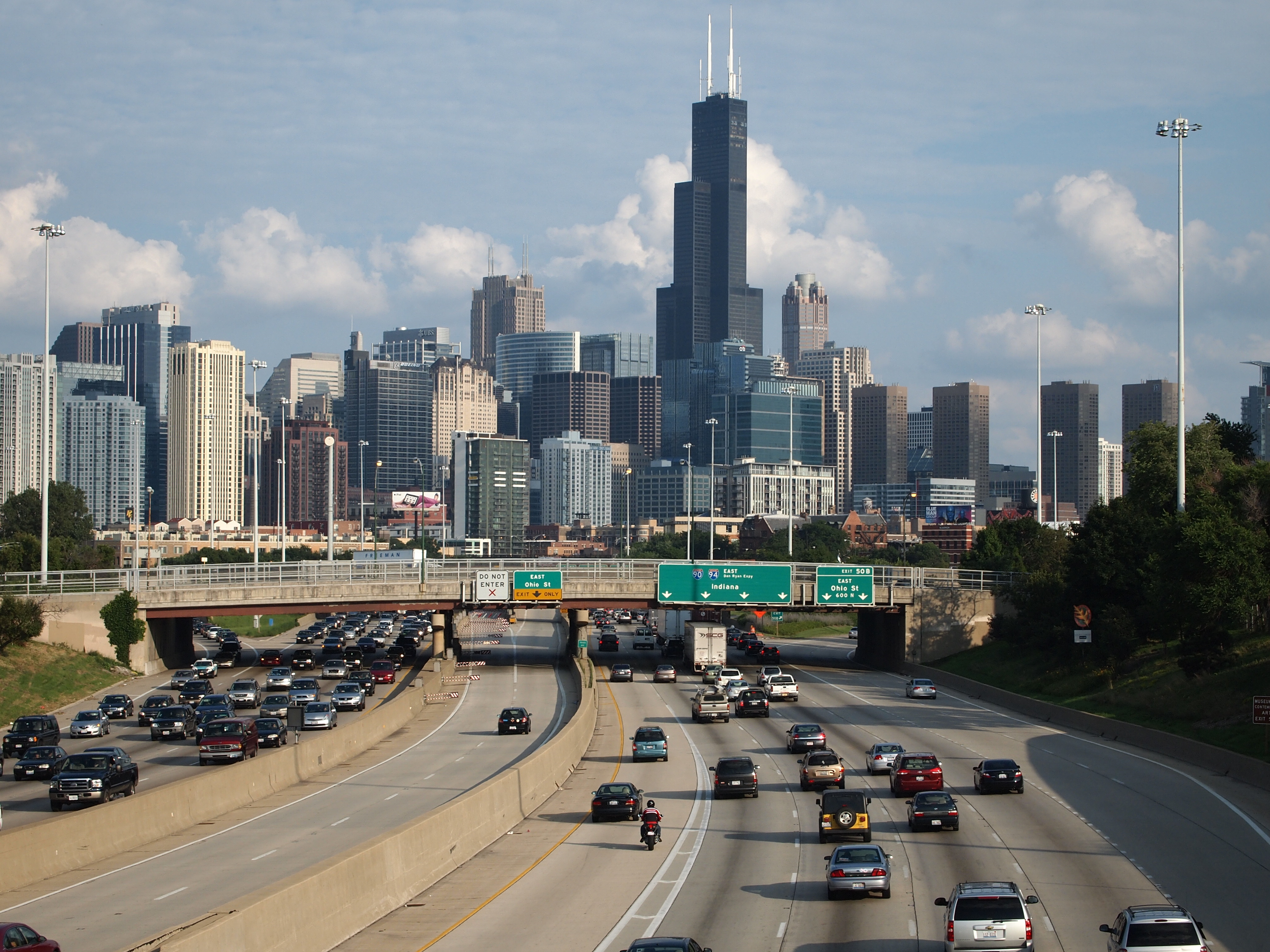
La Kennedy Expressway.

La Kennedy Expressway est une autoroute américaine longue de 28,65 km (17,8 miles) qui relie Downtown Chicago à l'aéroport international O'Hare à Chicago (Illinois, États-Unis). L'autoroute est nommée en hommage au 35e président des États-Unis, John Fitzgerald Kennedy.
Les critères officiels d'évaluation de la Kennedy Expressway sont l'échangeur avec l'Interstate 290 (Eisenhower Expressway/Congress Parkway), les terminaux de l'aéroport O'Hare à l'extrémité Ouest et la Dan Ryan Expressway (Interstate 90/94) à l'extrémité Est. Elle dessert les quartiers nord (North Side) de la ville.

## Histoire
La Kennedy a été construite le long de l'Avondale Avenue, une rue existante en diagonale, et le corridor ferroviaire nord-ouest, dans la fin des années 1950 et fut complétée le 5 novembre 1960. Appelée à l'origine « autoroute du Nord-Ouest », le Conseil municipal de Chicago a voté à l'unanimité le 29 novembre 1963, une semaine après l'assassinat du Président Kennedy pour renommer l'autoroute « John F. Kennedy Expressway ».
En 1970, la Chicago Transit Authority (CTA) inaugura la O'Hare Branch jusqu'à Jefferson Park dans la médiane de l'autoroute avant de la prolonger en 1984 jusqu'à O'Hare soit le tronçon nord-ouest actuel de la ligne bleue du métro de Chicago.
L'autoroute fut reconstruite entre 1992 et 1994. Les voies express actuelles ont été modernisées. Toutes les voies furent aménagées par de nouveaux panneaux de circulation à diodes et de nombreuses caméras furent installées. Au moins une fois par jour, les équipages de l'Illinois Department of Transportation (IDOT) entretiennent, surveillent et déblayent les voies si nécessaire.

## Fréquentation
Avec près de 327 000 véhicules circulant chaque jour sur certaines parties de la Kennedy, elle est avec la Dan Ryan Expressway l'une des autoroutes les plus fréquentées de l'Illinois.